# 梅田穰
梅田 穰（うめだ ゆたか、1947年〈昭和22年〉6月26日 - ）は、日本の政治家。元熊本県山都町長（2期）。

## 来歴
1966年（昭和41年）3月、熊本県立矢部高等学校を卒業。
1993年（平成5年）5月、矢部町農業協同組合理事に就任。
1998年（平成10年）5月、熊本矢部町農業共同組合代表理事常務に就任。
2005年（平成17年）6月、上益城農業協同組合代表理事組合長に就任。
2011年（平成23年）6月、熊本県農業協同組合中央会副会長に就任。
2014年（平成26年）6月30日、熊本県農業協同組合中央会会長に就任。
2016年（平成28年）12月31日、熊本県農業協同組合中央会会長を退任。
2017年（平成29年）2月26日、前町長の工藤秀一の任期満了に伴う山都町長選挙に立候補し、元山都町議会議員の江頭強を破り初当選。
※当日有権者数：13,946人 最終投票率：78.24%（前回比： 5.59pts）
| 候補者名 | 年齢 | 所属党派 | 新旧別 | 得票数  | 得票率 | 推薦・支持 |
| -------- | ---- | -------- | ------ | ------- | ------ | ---------- |
| 梅田穰   | 69   | 無所属   | 新     | 6,422票 | 59.5%  |            |
| 江頭強   | 53   | 無所属   | 新     | 4,369票 | 40.5%  |            |

2021年（令和3年）2月28日、自身の任期満了に伴う山都町長選挙に立候補し、元会社員の有働秀一を破り再選。
※当日有権者数：12,626人 最終投票率：67.56%（前回比： 10.68pts）
| 候補者名 | 年齢 | 所属党派 | 新旧別 | 得票数  | 得票率 | 推薦・支持 |
| -------- | ---- | -------- | ------ | ------- | ------ | ---------- |
| 梅田穰   | 73   | 無所属   | 現     | 6,699票 | 80.2%  |            |
| 有働秀一 | 64   | 無所属   | 新     | 1,657票 | 19.8%  |            |

2024年（令和6年）1月10日、山都町は梅田が病気療養のため職務に専念できないとし、11日から楢林力也副町長が職務代理者を務めると発表した。前年12月31日に体調不良を訴えて救急搬送となり、脳梗塞と診断されて以降は療養していた。その後、同年5月7日に町議会議長宛に同月27日付での辞職願を提出し受理された。辞職に際し町を通じて「公務復帰に向けて治療に専念しておりましたが、このまま町長不在を続けることは望ましくないと判断し、辞職を決意した」とコメントを出した。

## 政策
- 農林業の振興として山都町産の農作物のブランド化・販路拡大の推進、農地の集積・集落営農の推進、林道・作業道整備などに取り組むと公言している[2]。
- 山都中島東ICの供用開始及び山都通潤橋ICの開設に乗じて商工業・観光業を発展させるため、店舗改修や商品開発の支援に取り組むと公言している[2]。

## エピソード
- フルネームを音読みで欧米表記にすると、「じょう・ばいでん」と読めることから「ジョー・バイデンと同じ氏名の町長がいる」とインターネット上で話題となり、バイデンの当選確実の報を受け、梅田に祝福の声が続々と寄せられた[11][12]。このことについて梅田は家族から教えられるまで気が付かず、突然のことに驚いた様子で「遠からぬ縁を感じたが、降って湧いたような話で困惑している」と山都町役場の総務課を通じてコメントした一方で[11][12]、「親近感がある。当選確実と聞いて自分事のようにうれしく思う」とバイデンの勝利を祝福し、「米国大統領と『九州のへそ』山都町の町長と、立場の違いはあるが心意気は同じ。住民の心穣（豊か）な幸せのために職責を果たす」「米国という超大国の大統領と山都町の町長。規模が全く違うが、山都町を知ってもらうためのPRを考えていきたい」などとコメントした[12][13]。後にこの事実は、日本国外でも話題となり、ワシントンポスト等の海外メディアでも報じられた[14]。